# ژاک لکوک
ژاک لکوک (انگلیسی: Jacques Lecoq؛ ۱۵ دسامبر ۱۹۲۱ – ۱۹ ژانویهٔ ۱۹۹۹) یک آموزگار، و طراح رقص اهل فرانسه بود.